# Дмитровский кремль (музей-заповедник)

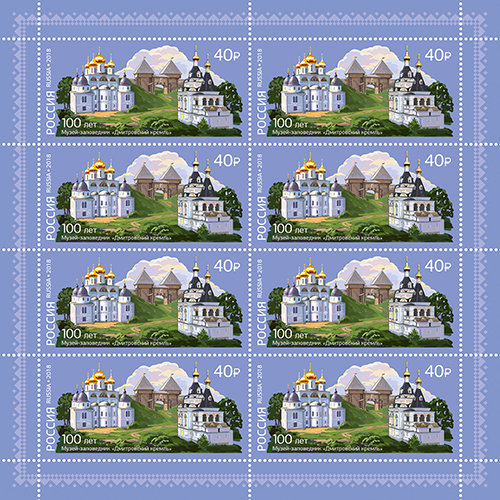
Лист из 8 юбилейных почтовых марок России
«100 лет музею-заповеднику „Дмитровский кремль“»

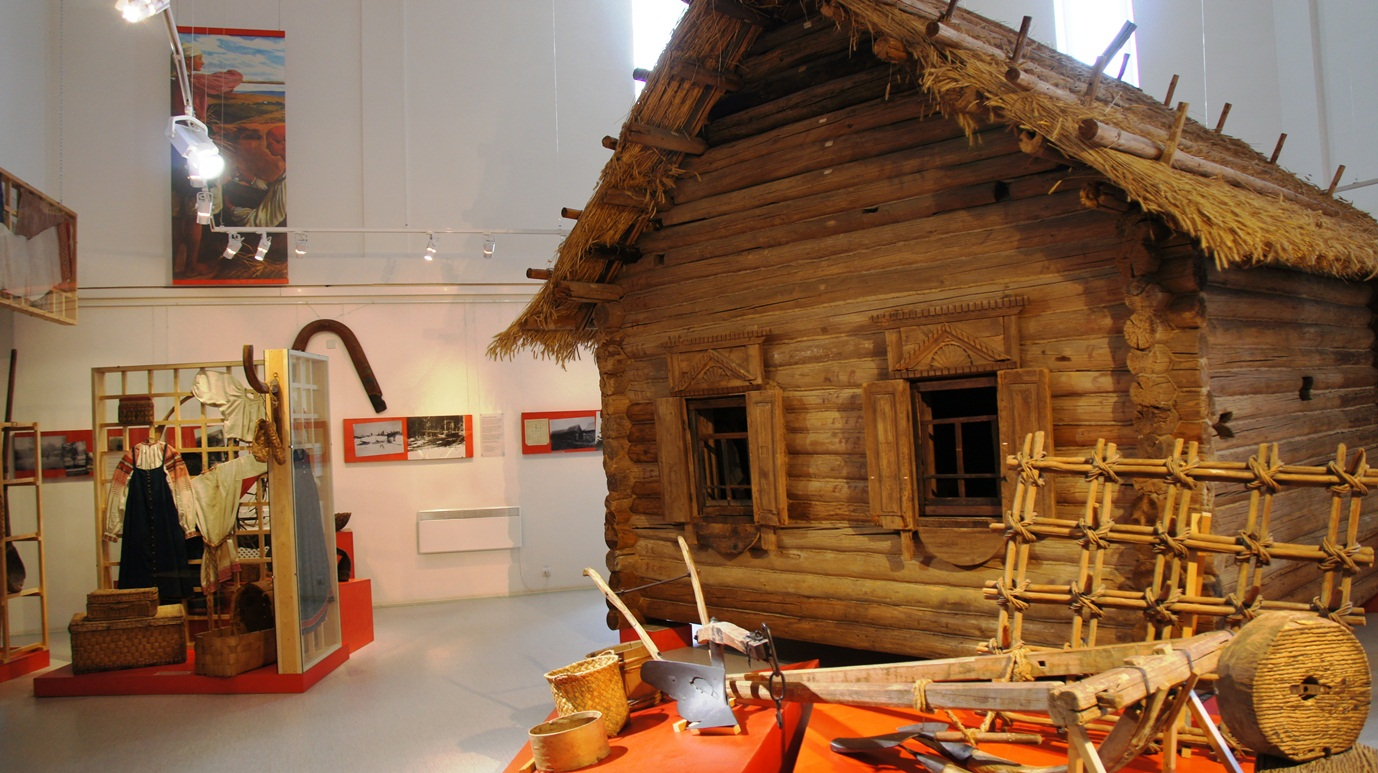
Музейно-выставочный комплекс, зал № 4

Музей-заповедник «Дмитровский кремль» — краеведческий музей Дмитровского края, расположенный в историческом центре города Дмитров. В 2018 году музей отметил своё 100-летие.
В структуре Музея-заповедника находятся десять зданий. Четыре из них — памятники федерального значения, расположенные на территории Дмитровского кремля.
Фонд музея составляет около 40 тысяч единиц хранения, среди которых произведения масляной живописи, иконописи, графики, фарфора, оружия, тканей, мебели, книги и документы.

## История музея

### Земский период

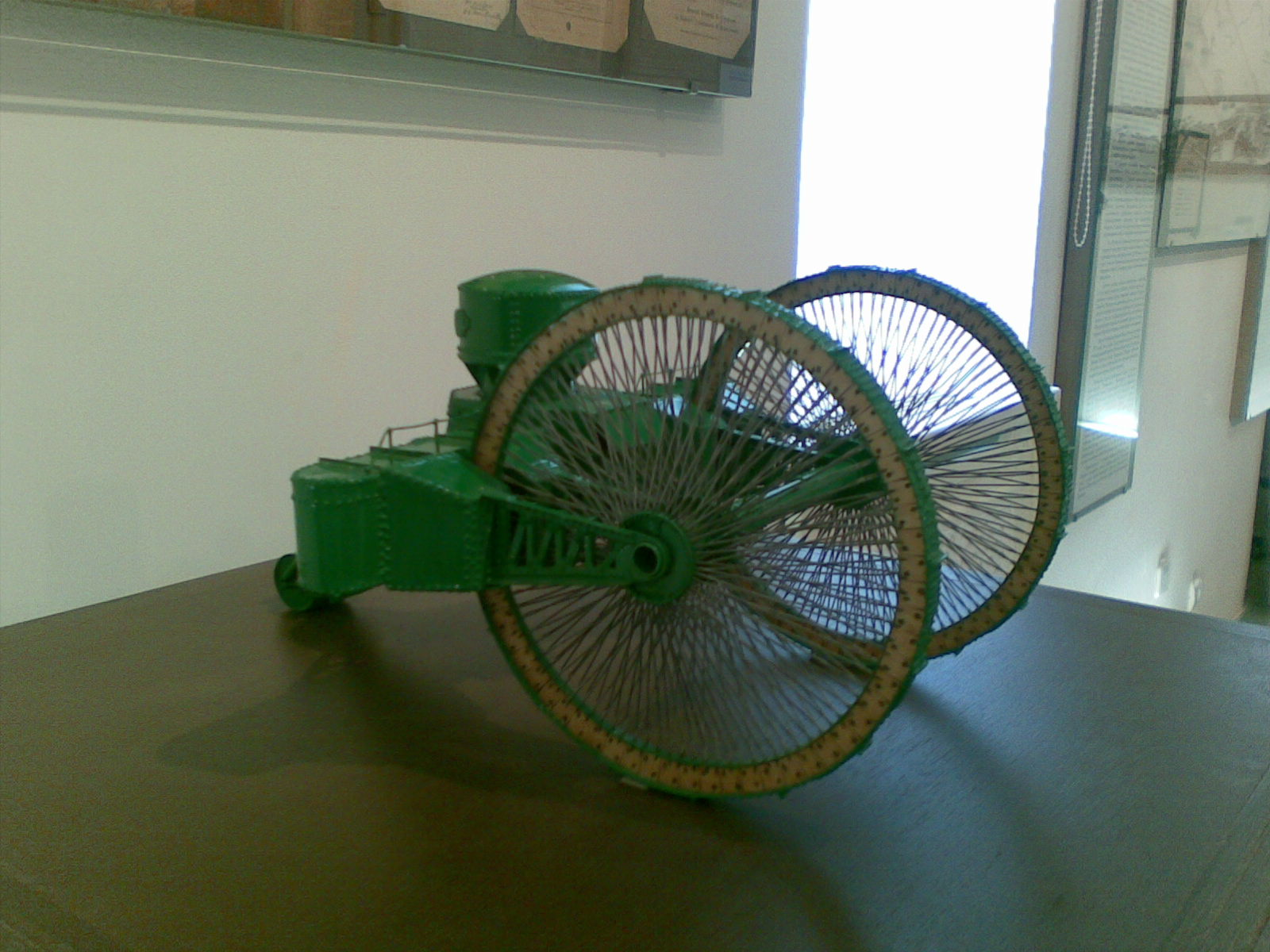
Модель «Царь-танка» в музее «Дмитровский кремль»

В 1915 году был учреждён Союз Дмитровских кооперативов. Неторговый (культурно-просветительный) отдел Союза принял решение создать Музей кооперации, товаров, местных промыслов и производства.
В сентябре 1916 года на уездном совещании учителей было решено при земской управе создать Комиссию по краеведению, перед которой были поставлены задачи устройства музея и библиотеки.

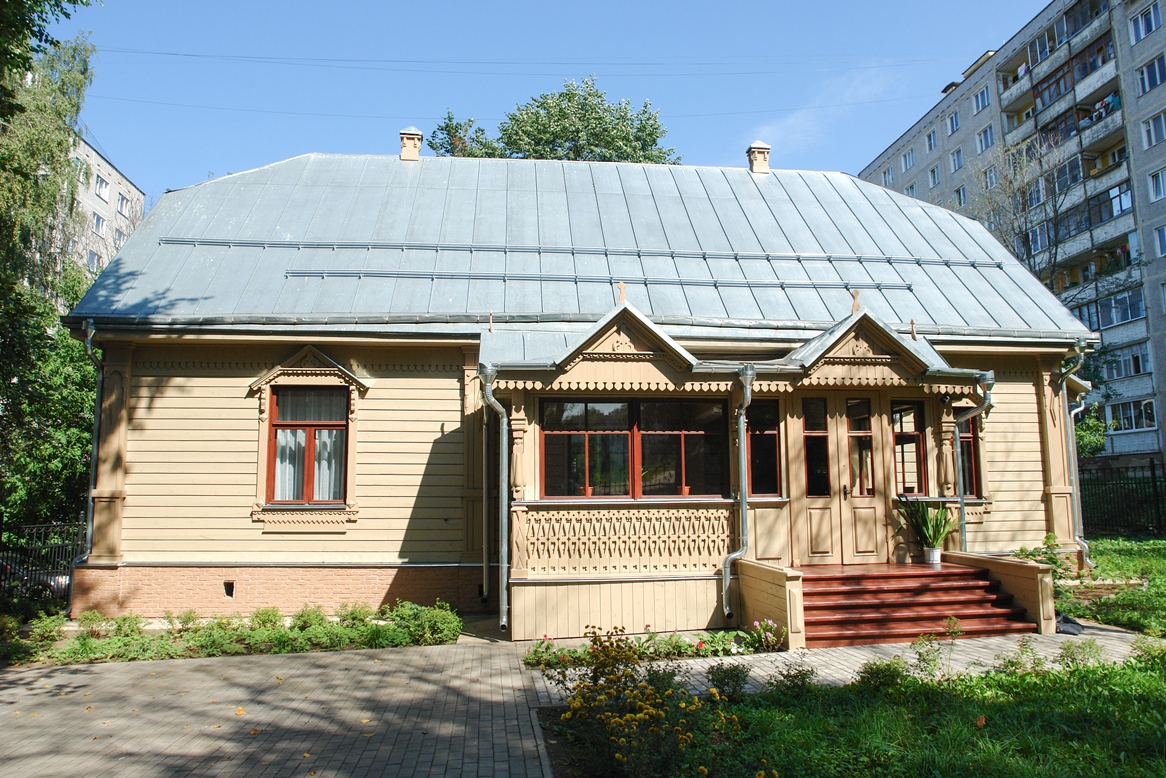
Дом П. А. Кропоткина

26 января 1917 года на третьем по счёту заседании Комиссии М. С. Померанцев выступил с докладом, под названием «Дмитровский край в его прошлом». Земство выделило 600 рублей на покупку книг и экспонатов для музея. Союз Дмитровских кооперативов постановил, со своей стороны, выделить 1000 рублей. В феврале 1917 года в Дмитрове была прочитана лекция «О собирании этнографических предметов» заведующего Строгановским этнографическим музеем, во время неё была продемонстрирована часть экспонатов для ещё не открытого музея.
В октябре 1917 года Союз Дмитровских кооперативов назначил на должность инструктора неторгового отдела будущего академика М. Н. Тихомирова: он и стал первым заведующим Музеем краеведения. 8 декабря 1917 года Союз кооперативов арендовал здание для музея — дом, расположенный на Московской улице; в то время там располагалась галунная мастерская Золотина.

### Большевистский период
В 1918 году после упразднения большевиками земства музей перешёл к Дмитровскому союзу кооперативов на содержание.
1 мая 1918 года состоялось открытие первой выставки музея: на выставке было представлено 80 экспонатов, а также 200 томов книг из библиотеки музея. Первые экскурсии проводили М. Н. Тихомиров и А. В. Янковская. В конце августа 1918 года музей разместился в доме князя Гагарина (в настоящее время — улица Пушкинская) и развернул в этом здании экспозиции нескольких отделов.
В 1919 году заведующей музеем назначили А. Д. Шаховскую. Внештатным сотрудником музея являлась её сестра Наталья. Для музея осуществлялась подборка штата высокообразованных сотрудников и велись различные активные работы: собирательская, выставочная и просветительская.
В 1920 году начатая было работа прервалась из-за ареста ведущих специалистов музея во главе с А. Д. Шаховской. Вместе с другими кооператорами арестантов поместили в Бутырскую тюрьму; в тюрьме арестованные переписывались с недавно вернувшимся из эмиграции П. А. Кропоткиным. Музей, который остался без руководства, был сохранён Народным Комиссариатом просвещения; комиссариат выдал имуществу и коллекциям музея «охранную грамоту».
Осенью 1921 года, когда Шаховскую выпустили из тюрьмы, она возвратилась в музей, но на должность заведующего она порекомендовала выпускника МГУ К. А. Соловьёва. В 1921—1931 годах музей организовал комплексное изучение Дмитровского края: проводились экспедиции и раскопки вместе с Академией Материальной культуры, МГУ, педагогами и школьниками уезда. Результаты исследований Дмитровского края вышли в свет в виде публикаций под названием «Труды музея Дмитровского края».
В 1923 году музей занимал часть дома графини О. Д. Милютиной (сейчас это улица Загорская); в то время в здании находились историко-культурный и общественно-экономический отделы музея. В доме Гагарина остался только естественно-исторический отдел. 12 ноября 1923 года музей переименовали — теперь он стал называться «Государственным показательным музеем местного края», а затем перешёл на финансирование государственного бюджета.
В 1926 году музею передали здания и помещения упразднённого советской властью Борисоглебского монастыря. В декабре того же года, по решению областных властей, закрыли музей-усадьбу Ольгово. Для филиала Дмитровского музея там оставили всего лишь часть помещений.

### Музей во время Дмитлага

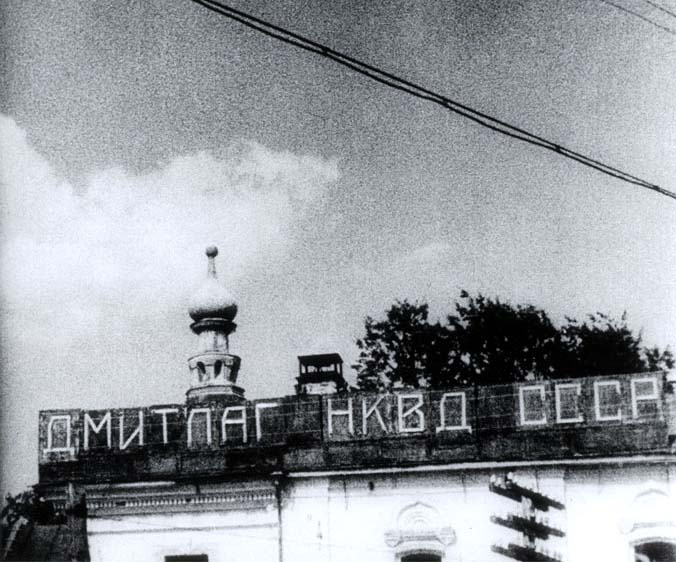
Управление Дмитлага, расположенное в Борисоглебском монастыре

В постановлении Пленума ЦК ВКП (б) о строительстве канала Москва-Волга СНК СССР рассмотрел и утвердил дмитровский вариант направления трассы канала. Создание Управления Москва-Волгострой и Дмитлага ОГПУ(с 1934 года — НКВД).
В 1932 году в связи с началом строительства канала руководство ДмитЛага решило приспособить под свои нужды Борисоглебский монастырь, где с 1926 года размещался музей и архив.
В марте 1932 года, по решению Мособлисполкома, в Дмитрове закрыли православный Успенский собор, а затем приняли решение ликвидировать имущество собора. В мае того же года, по решению Моссовета, здания и помещения Борисоглебского монастыря, ранее переданного музею, передали Управлению по строительству канала Москва-Волга. Музей, при поддержке Наркомпроса, оспаривал это решение. 9 августа в музей приехала комиссия из Всесоюзного Центрального Исполнительного Комитета, Наркомпроса, в которую также вошли сотрудники музея и представители Дмитлага НКВД. Музею было предложено убрать экспозиции из монастыря и переместить их в закрытый Успенский собор.
В январе 1933 года сотрудники музея, во главе с его директором К. А. Соловьёвым, продолжавшие оспаривать решение о перемещении экспозиций, были арестованы по делу «о контрреволюционной организации врачей и краеведов». Из Бутырской тюрьмы арестанты вышли только лишь в мае, и в музей К. А. Соловьёв уже не вернулся. Затем должность директора музея занял С. И. Ивкин, при нём начинает набираться новая группа сотрудников. Экспонаты, которые пролежали всё зимнее время погребёнными в ящиках под снежным покровом, наконец, перевезли, с помощью заключённых Дмитлага, в Успенский собор.
В июне 1936 года директором музея, по решению Бюро Райкома ВКП(б), был назначен коммунист с тридцатилетним стажем В. В. Минин. Под его руководством в октябре 1937 года на базе музея прошла районная сельскохозяйственная выставка.

### Годы Великой Отечественной войны и послевоенное время
Даже начало Великой Отечественной войны не остановило антирелигиозную кампанию: в августе 1941 года были разобраны купол и шпиль колокольни Успенского собора. В конце года, с 27 ноября, наиболее ценные экспонаты музея эвакуируются в Ивановскую область; сопровождает их В. В. Минин. Директором музея временно стал В. Г. Чванкин.
В апреле 1942 года В. В. Минин возвратился в Дмитров; коллекции музея потерь не понесли.
В годы Великой Отечественной войны музей не закрывали. Подвалы Успенского собора во время бомбёжек служили бомбоубежищем (данный факт стал одной из причин сохранения собора в последующие годы). В музее проводились экскурсии и лекции для военных и школьников. В 1942 году, сразу после освобождения района от немецко-фашистских захватчиков в нём состоялось открытие выставки под названием «Варвары XX века». Повреждения, которые были нанесены Успенскому собору в начале декабря 1941 года (выбитые оконные рамы, частично снесённая крыша), устранили в начале 1942 года.
С 1959 по 1965 год обязанности директора музея исполняет И. Б. Слуцкий. В 1961—1965 годах проходят крупные по своему масштабу работы по реставрации здания Успенского собора. В 1965 году директором музея был А. Ф. Чекменёв.
В 1984 году Дмитровский музей по решению Мособлсовета и по приказу Министерства культуры РСФСР переименовали, за счёт исторически-культурной ценности его собраний, в «Дмитровский историко-художественный музей».
В 1988 году директором музея являлся В. В. Воробьёв. В сентябре того же года прошла конференция, которая была посвящена 70-й годовщине со дня создания музея.

### Новейшая история

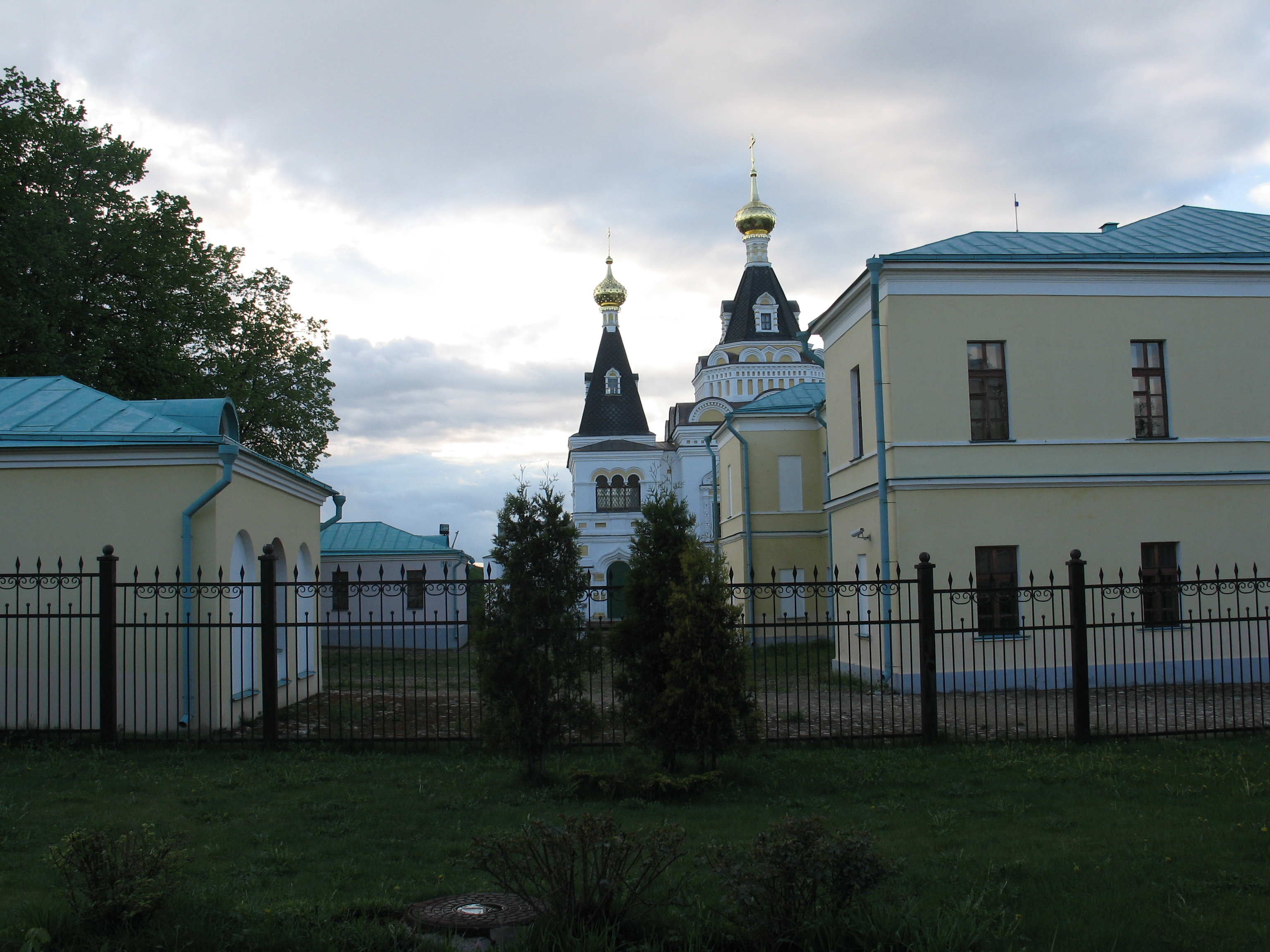
Ансамбль Присутственных мест Дмитровского Кремля. Флигеля, тюремная церковь Св. Елисаветы и главный корпус

С марта 1990 по 1994 год должность директора музея занимал И. В. Ширяков. В 1991 году в связи с просьбой общины верующих и планировавшейся передачей Успенского собора РПЦ музею, по решению Президиума — Исполнительного комитета Дмитровского городского совета от 8 февраля, передали здания, расположенные на территории Исторической площади.
В 1993 году Городской Совет учредил Дмитровский историко-культурный и природно-ландшафтный центр (ДИКиПЛЦ) в качестве правопреемника Дмитровского музея — были выделены дополнительные ставки, на баланс передано здание Дворянского собрания и утверждён Устав ДИКиПЛЦ (№ 496/32-МО от 13 мая 1993). Генеральным директором ДИКиПЛЦ был назначен И. В. Кишкин. В декабре был образован музейно-выставочный комплекс под названием «Русский мир». Он был расположен в трёх классных комнатах и на первом этаже здания гимназии. Там была размещена этнографическая экспозиция и выставка художников Дмитровской художественной мастерской.
В феврале 1996 года по постановлению Главы Администрации Дмитровского района (№ 338 от 22 февраля 1996) был изменён Устав ДИКиПЛЦ; с тех пор он получил название «Музей-заповедник „Дмитровский кремль“».
В марте 2000 года комитет по культуре Московской области рекомендовала администрации Московской области рассмотреть вопрос о переводе музея-заповедника «Дмитровский кремль» в областное подчинение (№ 80-01-51/2-14 от 15.03.2000). В этом же году архитектором В. Н. Выборным был разработан и утвержден министерством (комитетом) культуры Московской области проектный план планировки и благоустройства территории Дмитровского кремля и начата его реализация.
В 2001 году генеральным директором музея-заповедника «Дмитровский кремль» стала главный хранитель музея, заслуженный работник культуры Александра Анатольевна Фролова. В ноябре 2002 года состоялась закладка нового здания Музейно-выставочного комплекса на улице Загорской. В 2003 году заключен договор с дизайнерами из Москвы (Мастерская ТАФ) на создание новой экспозиции в МВК «История, быт и художественная жизнь края XVIII—XXI в». 4 сентября 2004 г. состоялось торжественное открытие нового здания Музейно-выставочного комплекса.
В июне 2006 года на должность генерального директора музея-заповедника «Дмитровский кремль» назначен Бобровский Виталий Михайлович. В октябре 2006 года генеральным директором музея стала Садова Анна Федоровна.
В 2013 году музей-заповедник выиграл конкурс грантов Президента Российской Федерации для поддержки творческих проектов общенационального значения в области культуры и искусства, получил Ежегодную премию губернатора Московской области «Наше Подмосковье», а А. Ф. Садова получила первое место на областном конкурсе «Лучший руководитель учреждения культуры Московской области — 2012».
В октябре 2014 года на должность генерального директора музея-заповедника «Дмитровский кремль» назначена Наталья Олеговна Садова. МБУ "Музей-заповедник «Дмитровский кремль» на конкурсе среди учреждений бюджетной сферы «Дмитровские ростки» было награждено за выдающиеся достижения в сфере культуры на торжественной церемонии.
В 2014 году открыт Дом-музей П. А. Кропоткина — дом, в котором прошли последние два с половиной года жизни П. А. Кропоткина. Этому предшествовали более 20 лет совместной работы сотрудников музея-заповедника «Дмитровский кремль» и администрации города Дмитрова.
28 ноября 2014 года состоялось торжественное открытие Дома священномученика Серафима Звездинского, епископа Дмитровского.

## Здания музея

### Музейно-выставочный комплекс
Здание Музейно-выставочного комплекса открыто в 2004 году на пересечении улиц Загорская (дом № 17) и Пушкинская. Оно расположено на месте древнего посада в центральной исторической части города Дмитрова, в двухстах метрах к югу от вала Дмитровского кремля. Здание находится в заповедной зоне, вблизи существующей малоэтажной жилой застройки начала XX века.
Музейно-выставочный комплекс вмещает в себя административные помещения, экспозиционно-выставочные залы (более 1500 м²), хранилища фондов. Здесь находится экспозиция по истории, быту и художественной жизни Дмитровского края с XVIII до начала XXI в., а также залы, предназначенные для временных выставок из фондов музея, частных коллекций, других музеев, работ дмитровских художников. Смена временных экспозиций может происходить до нескольких раз за год.

### Дворянское собрание
Построено в 1877—1888 годах для размещения солдат, расквартированных в городе. В 1897 здание сдано для клуба дворянского собрания, с 1917 года там размещалось несколько партийных и общественных организаций (библиотека, клуб красноармейцев и так далее). Изначально второй этаж был выполнен из дерева и сгорел в пожаре в 1921 году; восстановление второго этажа произошло во время реставрации 2001—2003 годов, начатой для последующего использования здания под экспозиции коллекций музея. На цокольном этаже находится музейное хранилище.

### Казначейство
Двухэтажное здание казначейства построено в первой половине XIX века в стиле ампир, находится в центре ансамбля административных построек, Фасад казначейства обращён к Исторической площади. В 2004 году здание прошло реставрацию, в нём размещена постоянная экспозиция «Дмитровский край с древнейших времен до XVIII века», архив, хранилище, библиотека и реставрационная мастерская.

### Тюрьма
Кирпичное двухэтажное здание в стиле ампир. Судя по системе кладки, тюрьма появилась в 1840-х годах. В советское время в здании тюрьмы находились хозяйственные постройки, с конца 1970-х годов в это здание перевезена часть фонда музея-заповедника.

### Тюремные флигели
Возможно, выстроены немного позднее основных сооружений. Во флигелях до 1970-х годов в разное время размещались хозяйственные здания: комбинат бытового обслуживания, транспортно-экспедиционное агентство и промышленный склад, в конце 1970-х во флигелях находится фондохранилище музея-заповедника. Последние реставрационные работы в зданиях проводились в 2004 году.

### Музейная гостиная
Одноэтажный бревенчатый дом с пристройками был построен в конце XIX века в северо-восточной части Дмитровского кремля рядом с прудом, он входит в единый охранный комплекс деревянных построек XIX века. 

### Дом-музей П. А. Кропоткина
Небольшой дом, в котором с 1918 года провёл последние годы своей жизни Пётр Алексеевич Кропоткин, был построен уездным предводителем дворянства графом М. А. Олсуфьевым в 1896—1898 гг. Музей открыт в сентябре 2014 года.

### Дом священномученика Серафима Звездинского, епископа Дмитровского
Дом Серафима Звездинского расположен рядом с храмом Казанской иконы Божьей матери и гимназией «Дмитров». В этом мемориальном здании расположена экспозиция, которая рассказывает о жизни Серафима Звездинского и всех новомучеников Дмитровских.